# The Damned/Diskografie
Diese Diskografie ist eine Übersicht über die musikalischen Werke der britischen Rockband The Damned.

## Alben

### Studioalben
| Jahr | Titel                 | Höchstplatzierung, Gesamtwochen, AuszeichnungChartplatzierungen (Jahr, Titel, Platzierungen, Wochen, Auszeichnungen, Anmerkungen) | Höchstplatzierung, Gesamtwochen, AuszeichnungChartplatzierungen (Jahr, Titel, Platzierungen, Wochen, Auszeichnungen, Anmerkungen) | Anmerkungen                             |
| Jahr | Titel                 | DE | UK | Anmerkungen                             |
| ---- | --------------------- | --- | --- | --------------------------------------- |
| 1977 | Damned Damned Damned  | — | UK34 (11 Wo.)UK | Erstveröffentlichung: 18. Februar 1977  |
| 1977 | Music for Pleasure    | — | — | Erstveröffentlichung: 18. November 1977 |
| 1979 | Machine Gun Etiquette | — | UK31 Silber · (5 Wo.)UK | Erstveröffentlichung: 9. November 1979  |
| 1980 | The Black Album       | — | UK29 (3 Wo.)UK | Erstveröffentlichung: 3. November 1980  |
| 1982 | Strawberries          | — | UK15 (4 Wo.)UK | Erstveröffentlichung: 1. Oktober 1982   |
| 1985 | Phantasmagoria        | — | UK11 Silber · (17 Wo.)UK | Erstveröffentlichung: 15. Juli 1985     |
| 1986 | Anything              | — | UK40 Silber · (2 Wo.)UK | Erstveröffentlichung: 1. Dezember 1986  |
| 1995 | Not of This Earth     | — | — | Erstveröffentlichung: 8. November 1995  |
| 2001 | Grave Disorder        | — | — | Erstveröffentlichung: 21. August 2001   |
| 2008 | So, Who's Paranoid?   | — | — | Erstveröffentlichung: 17. November 2008 |
| 2018 | Evil Spirits          | — | UK7 (1 Wo.)UK | Erstveröffentlichung: 13. April 2018    |
| 2023 | Darkadelic            | DE35 (1 Wo.)DE | UK9 (1 Wo.)UK | Erstveröffentlichung: 28. April 2023    |

### Livealben
| Jahr | Titel                                           | Höchstplatzierung, Gesamtwochen, AuszeichnungChartplatzierungen (Jahr, Titel, Platzierungen, Wochen, Auszeichnungen, Anmerkungen) | Höchstplatzierung, Gesamtwochen, AuszeichnungChartplatzierungen (Jahr, Titel, Platzierungen, Wochen, Auszeichnungen, Anmerkungen) | Anmerkungen                            |
| Jahr | Titel                                           | DE | UK | Anmerkungen                            |
| ---- | ----------------------------------------------- | --- | --- | -------------------------------------- |
| 2022 | A Night of a Thousand Vampires – Live in London | DE84 (1 Wo.)DE | — | Erstveröffentlichung: 28. Oktober 2022 |

Weitere Livealben
- 1982: Live Shepperton 1980
- 1983: Live at Newcastle
- 1986: The Captain’s Birthday Party
- 1986: Not the Captain’s Birthday Party?
- 1987: Mindless Directionless Energy
- 1989: Final Damnation
- 1990: Live
- 1992: Ballroom Blitz – Live at the Lyceum
- 1993: The School Bullies
- 1997: Fiendish Shadows
- 1999: Eternal Damnation Live
- 1999: Molten Lager
- 2001: Live Anthology
- 2007: Live at the 100 Club
- 2011: Machine Gun Etiquette Anniversary Live Set
- 2014: Another Live Album from the Damned
- 2014: Tiki Nightmare Live in London
- 2015: 35 Years of Anarchy Chaos and Destruction – 35th Anniversary – Live in London
- 2016: 40th Anniversary Tour – Live in Margate
- 2024: AD 2022 – Live in Manchester

### Kompilationen
| Jahr | Titel                                                         | Höchstplatzierung, Gesamtwochen, AuszeichnungChartplatzierungen (Jahr, Titel, Platzierungen, Wochen, Auszeichnungen, Anmerkungen) | Höchstplatzierung, Gesamtwochen, AuszeichnungChartplatzierungen (Jahr, Titel, Platzierungen, Wochen, Auszeichnungen, Anmerkungen) | Anmerkungen                             |
| Jahr | Titel                                                         | DE | UK | Anmerkungen                             |
| ---- | ------------------------------------------------------------- | --- | --- | --------------------------------------- |
| 1981 | Another Great Record from the Damned – The Best of the Damned | — | UK43 (12 Wo.)UK | Erstveröffentlichung: 13. November 1981 |
| 1987 | The Light at the End of the Tunnel                            | — | UK87 (1 Wo.)UK | Erstveröffentlichung: 30. November 1987 |
| 2019 | Black Is the Night: The Definitive Anthology                  | — | UK63 (1 Wo.)UK | Erstveröffentlichung: 1. November 2019  |

Weitere Kompilationen
- 1985: Damned But Not Forgotten
- 1986: Lively Arts
- 1988: The Best of Vol 1 1/2 – Long Lost Weekend
- 1990: The Collection
- 1990: Chiswick Singles
- 1992: Totally Damned
- 1992: The MCA Singles A+Bs
- 1992: Damned Busters
- 1992: Skip off School to See the Damned (The Stiff Singles A’s & B’s)
- 1993: Tales from the Damned
- 1993: Sessions of the Damned
- 1994: Eternally Damned – The Very Best of the Damned
- 1995: From the Beginning
- 1995: Noise
- 1996: The Radio One Sessions
- 1996: Neat Neat Neat
- 1997: The Chaos Years – Rare & Unreleased 1977-1982
- 1997: Born to Kill
- 1999: Super Best of the Damned
- 1999: Marvellous
- 2000: The Pleasure and the Pain: Selected Highlights 1982-1991
- 2002: Smash It Up: The Anthology 1976–1987
- 2004: Punk Generation – Best of Oddities & Versions
- 2004: Neat Neat Neat – The Alternative Anthology
- 2014: Punk Oddities & Rare Tracks 1977–1982
- 2015: Go! – 45
- 2021: Singles Singles Singles Vol.1 – 1976/1979

### EPs
| Jahr | Titel             | Höchstplatzierung, Gesamtwochen, AuszeichnungChartplatzierungen (Jahr, Titel, Platzierungen, Wochen, Auszeichnungen, Anmerkungen) | Höchstplatzierung, Gesamtwochen, AuszeichnungChartplatzierungen (Jahr, Titel, Platzierungen, Wochen, Auszeichnungen, Anmerkungen) | Anmerkungen                             |
| Jahr | Titel             | DE | UK | Anmerkungen                             |
| ---- | ----------------- | --- | --- | --------------------------------------- |
| 1981 | Friday 13th EP    | — | UK50 (4 Wo.)UK | Erstveröffentlichung: 13. November 1981 |
| 1986 | The Peel Sessions | — | UK90 (1 Wo.)UK | Erstveröffentlichung: September 1986    |

Weitere EPs
- 1997: Testify
- 2020: The Rockfield Files

## Singles
| Jahr | Titel Album                                       | Höchstplatzierung, Gesamtwochen, AuszeichnungChartplatzierungen (Jahr, Titel, Album, Platzierungen, Wochen, Auszeichnungen, Anmerkungen) | Höchstplatzierung, Gesamtwochen, AuszeichnungChartplatzierungen (Jahr, Titel, Album, Platzierungen, Wochen, Auszeichnungen, Anmerkungen) | Anmerkungen                                                           |
| Jahr | Titel Album                                       | DE | UK | Anmerkungen                                                           |
| ---- | ------------------------------------------------- | --- | --- | --------------------------------------------------------------------- |
| 1976 | New Rose Damned Damned Damned                     | — | UK81 (5 Wo.)UK | Erstveröffentlichung: 22. Oktober 1976 Charteinstieg in UK erst 1986  |
| 1979 | Love Song Machine Gun Etiquette                   | — | UK20 (8 Wo.)UK | Erstveröffentlichung: April 1979                                      |
| 1979 | Smash It Up Machine Gun Etiquette                 | — | UK35 (5 Wo.)UK | Erstveröffentlichung: 12. Oktober 1979                                |
| 1979 | I Just Can’t Be Happy Today Machine Gun Etiquette | — | UK46 (5 Wo.)UK | Erstveröffentlichung: 16. November 1979                               |
| 1980 | White Rabbit –                                    | — | UK82 (3 Wo.)UK | Erstveröffentlichung: 1980 Charteinstieg in UK erst 1986              |
| 1980 | History of the World (Part 1) The Black Album     | — | UK51 (4 Wo.)UK | Erstveröffentlichung: 26. September 1980                              |
| 1980 | There Ain’t No Sanity Clause –                    | — | UK97 (2 Wo.)UK | Erstveröffentlichung: 24. November 1980 Charteinstieg in UK erst 1986 |
| 1982 | Lovely Money Strawberries                         | — | UK42 (4 Wo.)UK | Erstveröffentlichung: 18. Juni 1982                                   |
| 1984 | Thanks for the Night –                            | — | UK43 (4 Wo.)UK | Erstveröffentlichung: 28. Mai 1984                                    |
| 1985 | Grimly Fiendish Phantasmagoria                    | — | UK21 (8 Wo.)UK | Erstveröffentlichung: 18. März 1985                                   |
| 1985 | The Shadow of Love Phantasmagoria                 | — | UK25 (9 Wo.)UK | Erstveröffentlichung: 10. Juni 1985                                   |
| 1985 | Is It a Dream Phantasmagoria                      | — | UK34 (4 Wo.)UK | Erstveröffentlichung: 9. September 1985                               |
| 1986 | Eloise –                                          | DE58 (5 Wo.)DE | UK3 Silber · (11 Wo.)UK | Erstveröffentlichung: 27. Januar 1986                                 |
| 1986 | Anything                                          | — | UK32 (7 Wo.)UK | Erstveröffentlichung: 10. November 1986                               |
| 1987 | Gigolo Anything                                   | — | UK29 (3 Wo.)UK | Erstveröffentlichung: 19. Januar 1987                                 |
| 1987 | Alone Again Or Anything                           | — | UK27 (6 Wo.)UK | Erstveröffentlichung: 13. April 1987                                  |
| 1987 | In Dulce Decorum Anything                         | — | UK72 (1 Wo.)UK | Erstveröffentlichung: 16. November 1987                               |

Weitere Singles
- 1977: Neat Neat Neat
- 1977: Stretcher Case Baby
- 1977: Problem Child
- 1977: Don’t Cry Wolf
- 1981: Dr Jekyll & Mr Hyde
- 1982: Wait for the Blackout
- 1982: Dozen Girls
- 1982: Lively Arts
- 1982: Generals
- 1991: Fun Factory
- 1991: Prokofiev
- 1996: Shut It
- 2005: Little Miss Disaster
- 2010: A Nation Fit for Heroes
- 2018: Standing on the Edge of Tomorrow
- 2018: Devil in Disguise
- 2018: Look Left
- 2019: Black Is the Night
- 2020: Keep 'Em Alive
- 2023: The Invisible Man
- 2023: Beware of the Clown
- 2023: You're Gonna Realise

## Videoalben
| Jahr | Titel                            | Höchstplatzierung, Gesamtwochen, AuszeichnungChartplatzierungen (Jahr, Titel, Platzierungen, Wochen, Auszeichnungen, Anmerkungen) | Höchstplatzierung, Gesamtwochen, AuszeichnungChartplatzierungen (Jahr, Titel, Platzierungen, Wochen, Auszeichnungen, Anmerkungen) | Anmerkungen                        |
| Jahr | Titel                            | DE | UK | Anmerkungen                        |
| ---- | -------------------------------- | --- | --- | ---------------------------------- |
| 2016 | Don’t You Wish That We Were Dead | — | UK1 (24 Wo.)UK | Erstveröffentlichung: 20. Mai 2016 |

Weitere Videoalben
- 1979: Live '79
- 1987: The Light at the End of the Tunnel
- 1989: Final Damnation
- 2003: Tiki Nightmare – Live in London
- 2006: MGE25 – Machine Gun Etiquette 25 Tour
- 2017: Really Must Be Going Now

## Boxsets
- 1999: Boxed
- 2003: The Stiff Singles 1976–1977
- 2005: Play It at Your Sister
- 2006: Noise Noise Noise – The Live Box

## Statistik

### Chartauswertung
|                     | DE    | UK     |
| ------------------- | ----- | ------ |
| Nummer-eins-Alben   | DE—DE | UK—UK  |
| Top-10-Alben        | DE—DE | UK2UK  |
| Alben in den Charts | DE2DE | UK13UK |

|                       | DE    | UK     |
| --------------------- | ----- | ------ |
| Nummer-eins-Singles   | DE—DE | UK—UK  |
| Top-10-Singles        | DE—DE | UK1UK  |
| Singles in den Charts | DE1DE | UK17UK |

|                          | DE    | UK    |
| ------------------------ | ----- | ----- |
| Nummer-eins-Videoalben   | DE—DE | UK—UK |
| Top-10-Videoalben        | DE—DE | UK—UK |
| Videoalben in den Charts | DE—DE | UK1UK |

### Auszeichnungen für Musikverkäufe
Anmerkung: Auszeichnungen in Ländern aus den Charttabellen bzw. Chartboxen sind in ebendiesen zu finden.
| Land/RegionAuszeichnungen für Musikverkäufe (Land/Region, Auszeichnungen, Verkäufe, Quellen) | Silber     | Gold | Platin | Verkäufe | Quellen   |
| -------------------------------------------------------------------------------------------- | ---------- | ---- | ------ | -------- | --------- |
| Vereinigtes Königreich (BPI)                                                                 | 4× Silber4 | —    | —      | 380.000  | bpi.co.uk |
| Insgesamt                                                                                    | 4× Silber4 | —    | —      |          |           |